# Campeonato Cabo-Verdiano de Futebol de 2016
O Campeonato Cabo-Verdiano de futebol de 2016 foi a 37ª edição da Campeonato Cabo-Verdiano de Futebol, competição de futebol.  O número de clubes de edição foi 12, onze venceadores dos campeonato regionais e um campeonato nacional do epoca previoso.
O campeão do torneio foi o Clube Sportivo Mindelense conqustou o 12a título. Não clubes jogar em Liga dos Campeões da África de 2017 e 2017 CAF Copa de Confederações.

## Clubes
- Clube Sportivo Mindelense, campeão do campeonato do 2015
- Sport Sal Rei Club, campeão de Liga Insular da Boa Vista
- Sporting Clube da Brava, campeão de Liga Insular da Brava
- Vulcâanicos, campeão de Liga Insular do Fogo
- Académico/83, campeão de Liga Insular do Maio
- Académico do Aeroporto, campeão de Liga Insular do Sal[1]
- Varandinha, campeão de Liga Insular do Santiago (Zona Norte)
- Desportivo da Praia, campeão de Liga Insular do Santiago (Zona Sul)
- Sinagoga, campeão de Liga Insular de Santo Antão (Zona Norte)
- Associação Académica do Porto Novo, campeão de Liga Insular de Santo Antão (Zona Sul)
- SC Atlético, campeão de Liga Insular do São Nicolau
- FC Derby, vice-campeão de São Vicente

### Informações sobre o clubes
| Clube                              | Localização             | Estádio            | Capaciade |
| ---------------------------------- | ----------------------- | ------------------ | --------- |
| Académico/83                       | Vila do Maio            | Maio               | 4 000     |
| Associação Académica do Porto Novo | Porto Novo              | Porto Novo         | 8 000     |
| Académico do Aeroporto             | Espargos                | Marcelo Leitão     | 8 000     |
| SC Atlético                        | Tarrafal de São Nicolau | Orlando Rodrígues  | 5 000     |
| Desportivo da Praia                | Praia                   | Várzea             | 12 000    |
| Futebol Clube de Derby             | Mindelo                 | Adérito Sena       | 5 000     |
| Clube Sportivo Mindelense          | Mindelo                 | Adérito Sena       | 5 000     |
| Sport Sal Rei Club                 | Sal Rei                 | Arsénio Ramos      | 500       |
| Sinagoga                           | Sinagoga                | João da Serra      | 2 000     |
| Sporting Clube da Brava            | Vila Nova Sintra        | Aquiles d'Oliveira | 500       |
| Varandinha                         | Tarrafal                | Mangue             | 1 000     |
| Vulcânicos                         | São Filipe              | 5 de Julho         | 1 000     |

## Resumo da Temporada
A edição 2016 da Campeonato Nacional teve o Clube Sportivo Mindelense.

### Classificação Final

#### Grupo A
| # | Equipa                  | J | V | E | D | GP | GC | SG | Pts | Classificação                                                      |
| - | ----------------------- | - | - | - | - | -- | -- | -- | --- | ------------------------------------------------------------------ |
| 1 | Futebol Clube Derby     | 5 | 4 | 1 | 0 | 8  | 2  | +6 | 13  | Qualificado para Semi-final do Campeonato cabo-verdiano de futebol |
| 2 | Varandinha              | 5 | 3 | 1 | 1 | 9  | 4  | +5 | 10  | Qualificado para Semi-final do Campeonato cabo-verdiano de futebol |
| 3 | Desportivo da Praia     | 5 | 2 | 1 | 2 | 7  | 6  | +1 | 7   |                                                                    |
| 4 | Sporting Clube da Brava | 5 | 2 | 0 | 3 | 6  | 7  | −1 | 6   |                                                                    |
| 5 | SC Atlético             | 5 | 1 | 1 | 3 | 5  | 10 | −5 | 4   |                                                                    |
| 6 | Sinagoga                | 5 | 0 | 2 | 3 | 4  | 10 | −6 | 2   |                                                                    |

Fonte: [carece de fontes?]
Regras para classificação: 1º pontos; 2º saldo de gols; 3º gols pró.
(C) = Campeão; (R) = Rebaixado; (P) = Promovido; (O) = Vencedor do play-off; (A) = Classificado para a próxima fase. 
Somente aplicável se a temporada não tiver terminado: 
(Q) = Classificado para a fase do torneio indicada; (TQ) = Classificado para o torneio, mas não para a fase indicada; (DQ) = Desclassificado do torneio.

#### Grupo B
| # | Equipa                             | J | V | E | D | GP | GC | SG | Pts | Classificação                                                 |
| - | ---------------------------------- | - | - | - | - | -- | -- | -- | --- | ------------------------------------------------------------- |
| 1 | Clube Sportivo Mindelense          | 5 | 3 | 2 | 0 | 11 | 3  | +8 | 11  | Qualificado para Final do Campeonato cabo-verdiano de futebol |
| 2 | Associação Académica do Porto Novo | 5 | 3 | 2 | 0 | 6  | 1  | +5 | 11  | Qualificado para Final do Campeonato cabo-verdiano de futebol |
| 3 | Académico do Aeroporto             | 5 | 2 | 1 | 2 | 4  | 4  | 0  | 7   |                                                               |
| 4 | Académico/83                       | 5 | 1 | 2 | 2 | 5  | 8  | −3 | 5   |                                                               |
| 5 | Sport Sal Rei Club                 | 5 | 1 | 1 | 3 | 8  | 11 | −3 | 4   |                                                               |
| 5 | Vulcânicos                         | 5 | 1 | 0 | 4 | 2  | 9  | −7 | 3   |                                                               |

Fonte: [carece de fontes?]
Regras para classificação: 1º pontos; 2º saldo de gols; 3º gols pró.
(C) = Campeão; (R) = Rebaixado; (P) = Promovido; (O) = Vencedor do play-off; (A) = Classificado para a próxima fase. 
Somente aplicável se a temporada não tiver terminado: 
(Q) = Classificado para a fase do torneio indicada; (TQ) = Classificado para o torneio, mas não para a fase indicada; (DQ) = Desclassificado do torneio.

## Jogos
| Rodada 1                | Rodada 1 | Rodada 1                | Rodada 1    | Rodada 1 | Rodada 1 | Rodada 1 | Rodada 1 | Rodada 1 | Rodada 1 | Rodada 1 | Rodada 1 |
| Casa                    | Gols     | Visitador               | Data        |          |          |          |          |          |          |          |          |
| ----------------------- | -------- | ----------------------- | ----------- | -------- | -------- | -------- | -------- | -------- | -------- | -------- | -------- |
| Sinagoga                | 2 - 3    | Sporting Brava          | 15 de mayo  |          |          |          |          |          |          |          |          |
| Derby                   | 3 - 1    | SC Atletico             | 15 de maio  |          |          |          |          |          |          |          |          |
| Desportivo Praia        | 1 - 3    | Varadinha               | 1 de junho  |          |          |          |          |          |          |          |          |
| Académico Aeroporto     | 3 - 0    | Academico 83            | 14 de maio  |          |          |          |          |          |          |          |          |
| Sal Rei                 | 3 - 0    | Vulcânicos              | 14 de maio  |          |          |          |          |          |          |          |          |
| Mindelense              | 1 - 1    | Académica do Porto Novo | 14 de maio  |          |          |          |          |          |          |          |          |
| Rodada 2                |          |                         |             |          |          |          |          |          |          |          |          |
| Casa                    | Gols     | Visitador               | Data        |          |          |          |          |          |          |          |          |
| Sinagoga                | 0 - 0    | Desportivo Praia        | 21 de maio  |          |          |          |          |          |          |          |          |
| Varadinha               | 0 - 0    | Derby                   | 21 de maio  |          |          |          |          |          |          |          |          |
| SC Atletico             | 1 - 0    | Sporting Brava          | 21 de maio  |          |          |          |          |          |          |          |          |
| Académico Aeroporto     | 1 - 0    | Sal Rei                 | 21 de maio  |          |          |          |          |          |          |          |          |
| Vulcânicos              | 0 - 3    | Mindelense              | 22 de maio  |          |          |          |          |          |          |          |          |
| Académica do Porto Novo | 2 - 0    | Academico 83            | 22 de maio  |          |          |          |          |          |          |          |          |
| Rodada 3                |          |                         |             |          |          |          |          |          |          |          |          |
| Casa                    | Gols     | Visitador               | Data        |          |          |          |          |          |          |          |          |
| Varadinha               | 3 - 0    | Sinagoga                | 28 de maio  |          |          |          |          |          |          |          |          |
| Desportivo Praia        | 3 - 0    | SC Atletico             | 28 de maio  |          |          |          |          |          |          |          |          |
| Sporting Brava          | 0 - 1    | Derby                   | 29 de maio  |          |          |          |          |          |          |          |          |
| Vulcânicos              | 2 - 0    | Académico Aeroporto     | 28 de maio  |          |          |          |          |          |          |          |          |
| Sal Rei                 | 0 - 2    | Académica do Porto Novo | 28 de maio  |          |          |          |          |          |          |          |          |
| Academico 83            | 0 - 0    | Mindelense              | 28 de maio  |          |          |          |          |          |          |          |          |
| Rodada 4                |          |                         |             |          |          |          |          |          |          |          |          |
| Casa                    | Gols     | Visitador               | Data        |          |          |          |          |          |          |          |          |
| SC Atletico             | 2 - 2    | Sinagoga                | 4 de junho  |          |          |          |          |          |          |          |          |
| Sporting Brava          | 2 - 1    | Varadinha               | 5 de junho  |          |          |          |          |          |          |          |          |
| Derby                   | 2 - 1    | Desportivo Praia        | 5 de junho  |          |          |          |          |          |          |          |          |
| Academico 83            | 2 - 0    | Vulcânicos              | 4 de junho  |          |          |          |          |          |          |          |          |
| Mindelense              | 5 - 2    | Sal Rei                 | 4 de junho  |          |          |          |          |          |          |          |          |
| Académica do Porto Novo | 0 - 0    | Académico Aeroporto     | 5 de junho  |          |          |          |          |          |          |          |          |
| Rodada 5                |          |                         |             |          |          |          |          |          |          |          |          |
| Casa                    | Gols     | Visitador               | Data        |          |          |          |          |          |          |          |          |
| Sinagoga                | 0 - 2    | Derby                   | 11 de junho |          |          |          |          |          |          |          |          |
| Desportivo Praia        | 2 - 1    | Sporting Brava          | 11 de junho |          |          |          |          |          |          |          |          |
| Varadinha               | 2 - 1    | SC Atletico             | 11 de junho |          |          |          |          |          |          |          |          |
| Académico Aeroporto     | 0 - 2    | Mindelense              | 12 de junho |          |          |          |          |          |          |          |          |
| Vulcânicos              | 0 - 1    | Académica do Porto Novo | 12 de junho |          |          |          |          |          |          |          |          |
| Sal Rei                 | 3 - 3    | Academico 83            | 12 de junho |          |          |          |          |          |          |          |          |

## Tempo finals
- Referência:

### Semi-finais
| 18 de junho de 2016 | Académica do Porto Novo | 0:0 | Futebol Clube Derby | Municipal de Porto Novo Praia |
|                     |                         |     |                     |                               |

| 18 de junho de 2016 | Varandinha | 1:4 | Mindelense                                | Estádio de Mangue Tarrafal |
|                     | Ary        |     | Maniche 29' · Adyr 56' 74' · Djimkely 66' |                            |

| 26 de junho de 2016 | FC Derby[ | 2:2 | Académica do Porto Novo | Estádio Municipal Adérito Sena Mindelo |
| 15:30 (UTC-1)       |           |     |                         |                                        |

| 25 de junho de 2016 | Mindelense | 2:0 | Varandinha | Adérito Sena Mindelo |
| 15:30 (UTC-1)       |            |     |            |                      |

### Finais
| 2 de julho de 2016 | Mindelense | 0:1 | Académica do Porto Novo | Estádio Municipal Adérito Sena Mindelo |
| 15:30 (UTC-1)      |            |     | Scholot                 | Árbitro: Antônio Rodrigues             |

| 9 de julho de 2016 | Académica do Porto Novo | 0:1                  | Mindelense   | Estádio Municipal Porto Novo |
|                    |                         | 3-4Mindelense venceu | Djinkely 37' | Árbitro: Jaime Figueiredo    |

| Venceador Clube Sportivo Mindelense 12a título |

## Estadísticas
- Melhor vitória: Mindelense 5-2 Sport Sal Rei Club (4 de junho))